# Cọ vẽ

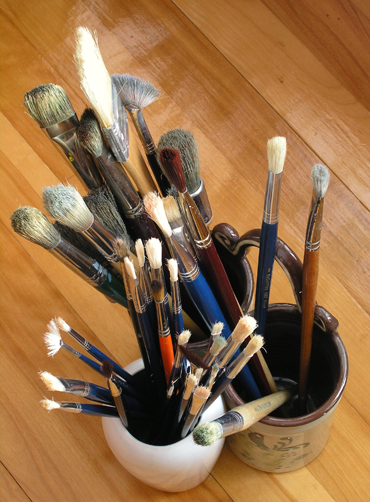
Các loại cọ, bút lông vẽ tranh

Cọ vẽ là kiểu chổi cọ được thiết kế chuyên cho việc vẽ tranh. Cọ vẽ thường có cán dài, đầu cọ có gắn lông để chấm vào mực vẽ. Tùy vào nhu cầu của người dùng mà có các loại cọ khác nhau: từ kiểu dáng, chất liệu đến kích thước. Mỗi loại cọ cho một hiệu ứng nét vẽ riêng, đậm nhạt hoặc dày mỏng tùy ý.

## Hình ảnh

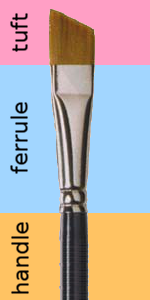
Ba phần của một cây cọ: Tay cầm, vòng sắt gắn lông, lông cọ
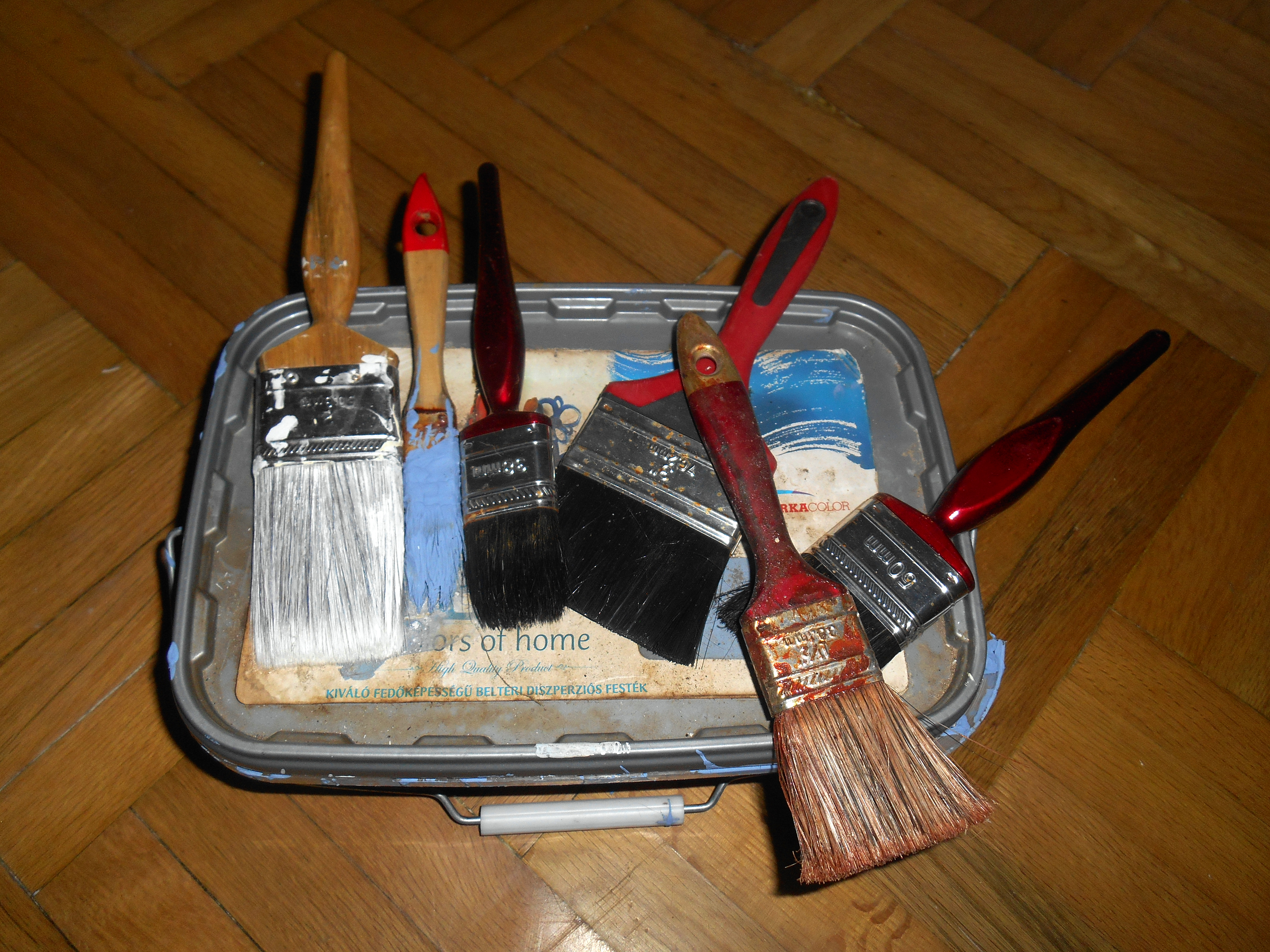
Một nét vẽ với cọ
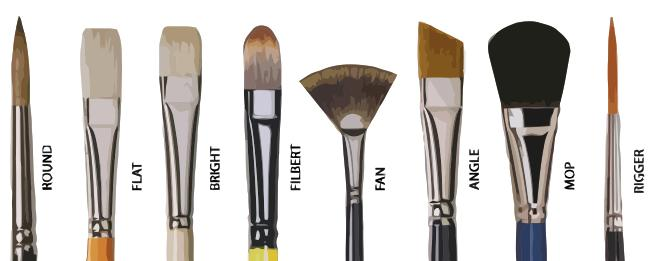
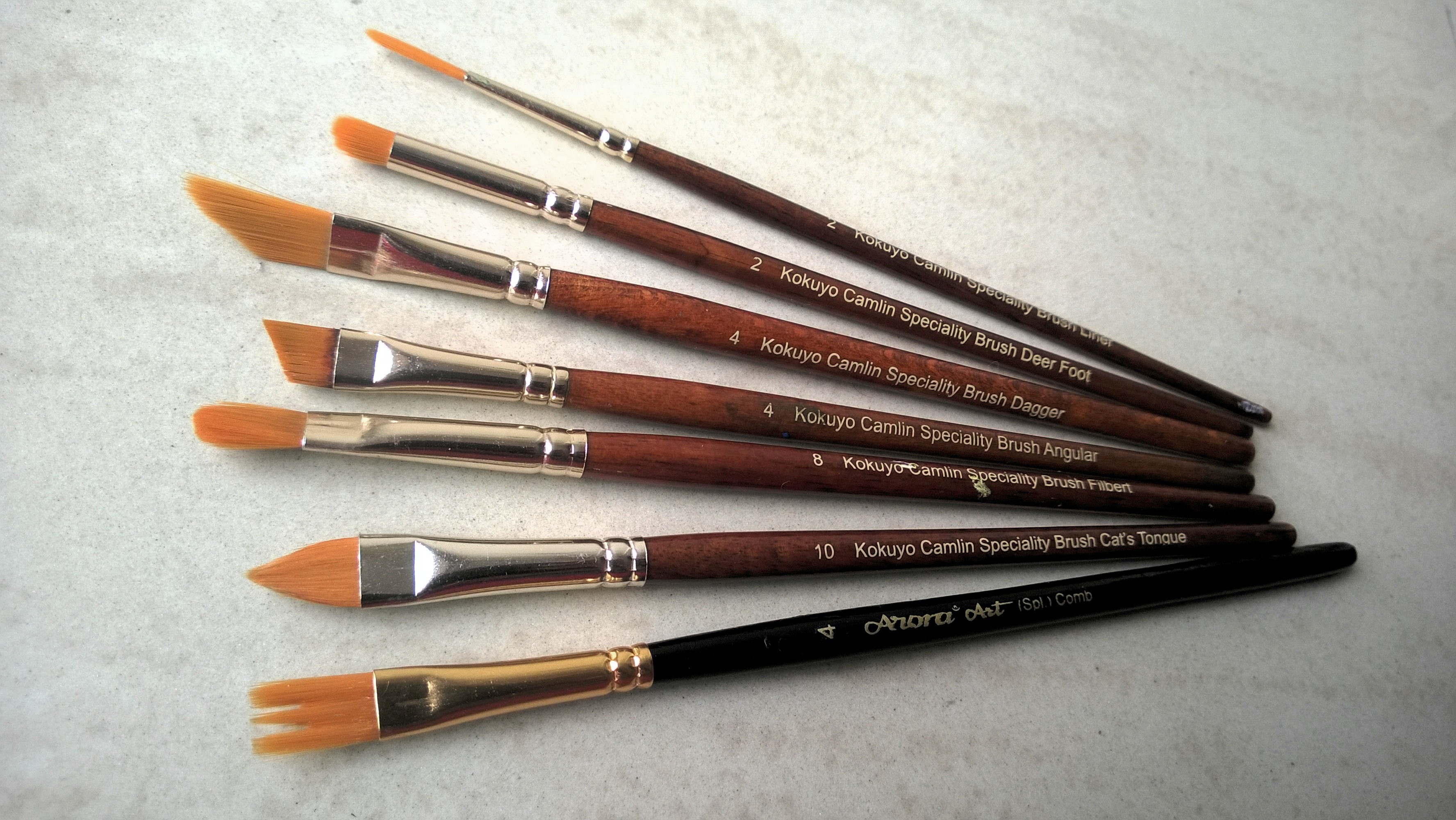

### Phân loại:
Dáng các loại cọ cũng rất đa dạng, mỗi cọ có một chức năng khác nhau:
Cọ Round (cọ tròn): cọ Round có nhiều size, dùng được rất nhiều chức năng từ lót nước đến tả chi tiết nên bạn nên có một vài cây cọ round với nhiều cỡ khác nhau.
Cọ Rigger (cọ tỉa): cọ này đầu nhọn, dùng để đi các chi tiết mảnh, viền nét trong tranh
Cọ Flat- cọ đầu vuông: Cọ có đầu dẹp, phẳng, có thể thấm được nhiều màu và nước nên có thể dùng để lót nước hoặc tô các phần có diện tích lớn
Cọ Fan: Cọ có hình dáng rẻ quạt, thường dùng để vẽ các chi tiết bụi cỏ, cánh  đồng vì tạo được chi tiết nhỏ và nhiều.
Cọ mop: Cọ mop cũng thường dùng để lót nước vì lông mềm và thấm được nhiều nước. (Trích từ nguồn:)